# Herguijuela de Ciudad Rodrigo
Herguijuela de Ciudad Rodrigo es un municipio y localidad española de la provincia de Salamanca, en la comunidad autónoma de Castilla y León. Se integra dentro de la comarca de Ciudad Rodrigo y la subcomarca de Los Agadones. Pertenece al partido judicial de Ciudad Rodrigo.
Su término municipal está formado por las localidades de Herguijuela y Cespedosa de Agadones, ocupa una superficie total de 23,41 km² y según los datos demográficos recogidos en el padrón municipal elaborado por el INE en el año 2017, cuenta con 78 habitantes.

## Geografía
| Noroeste: El Bodón    | Norte: La Encina | Noreste: Pastores              |
| Oeste: Fuenteguinaldo |                  | Este: Martiago                 |
| Suroeste: Robleda     | Sur: El Sahugo   | Sureste: Cespedosa de Agadones |

## Historia
La fundación tanto de Herguijuela como de Cespedosa se remonta a la repoblación efectuada por los reyes de León en la Edad Media, quedando encuadradas las poblaciones en el Campo de Agadones de la Diócesis de Ciudad Rodrigo tras la creación de la misma por parte del rey Fernando II de León en el siglo XII, denominándose Elguijuela en la Edad Media. Con la creación de las actuales provincias en 1833, Herguijuela de Ciudad Rodrigo quedó encuadrado en la provincia de Salamanca, dentro de la Región Leonesa, tomando la denominación "de Ciudad Rodrigo" entonces para evitar confusiones con Herguijuela de la Sierra y Herguijuela del Campo.

## Etimología
Su origen está en el latín "ecclēsĭŏla, diminutivo de "ecclēsĭa", es decir, "iglesita". Se registra metátesis del grupo consonántico -cl- > -gr-, y palatalización de la "s". Es interesante remitir a la tesis expuesta por Juan Flores, para quien en este tipo toponímico puede estarse aludiendo a las pequeñas iglesias y oratorios de época paleocristiana y visigótica.

## Demografía
Cuenta con una población de 69 habitantes (INE 2024).
| Gráfica de evolución demográfica de Herguijuela de Ciudad Rodrigo entre 1842 y 2021 |
| |
| Población de derecho según los censos de población del INE Población de hecho según los censos de población del INEEntre el censo de 1857 y el anterior, crece el término del municipio porque incorpora a 375013 (Cespedosa de Argadones) |

Según el Instituto Nacional de Estadística, Herguijuela de Ciudad Rodrigo tenía, a 31 de diciembre de 2018, una población total de 78 habitantes, de los cuales 47 eran hombres y 31 mujeres. Respecto al año 2000, el censo refleja 143 habitantes, de los cuales 77 eran hombres y 66 mujeres. Por lo tanto, la pérdida de población en el municipio para el periodo 2000-2018 ha sido de 65 habitantes, un 46% de descenso.
El municipio se divide en dos núcleos de población. De los 78 habitantes que poseía el municipio en 2018, Herguijuela contaba con 39, de los cuales 36 eran hombres y 13 mujeres, y Cespedosa de Agadones con otros 39, de los cuales 21 eran hombres y 18 mujeres.

## Véase también

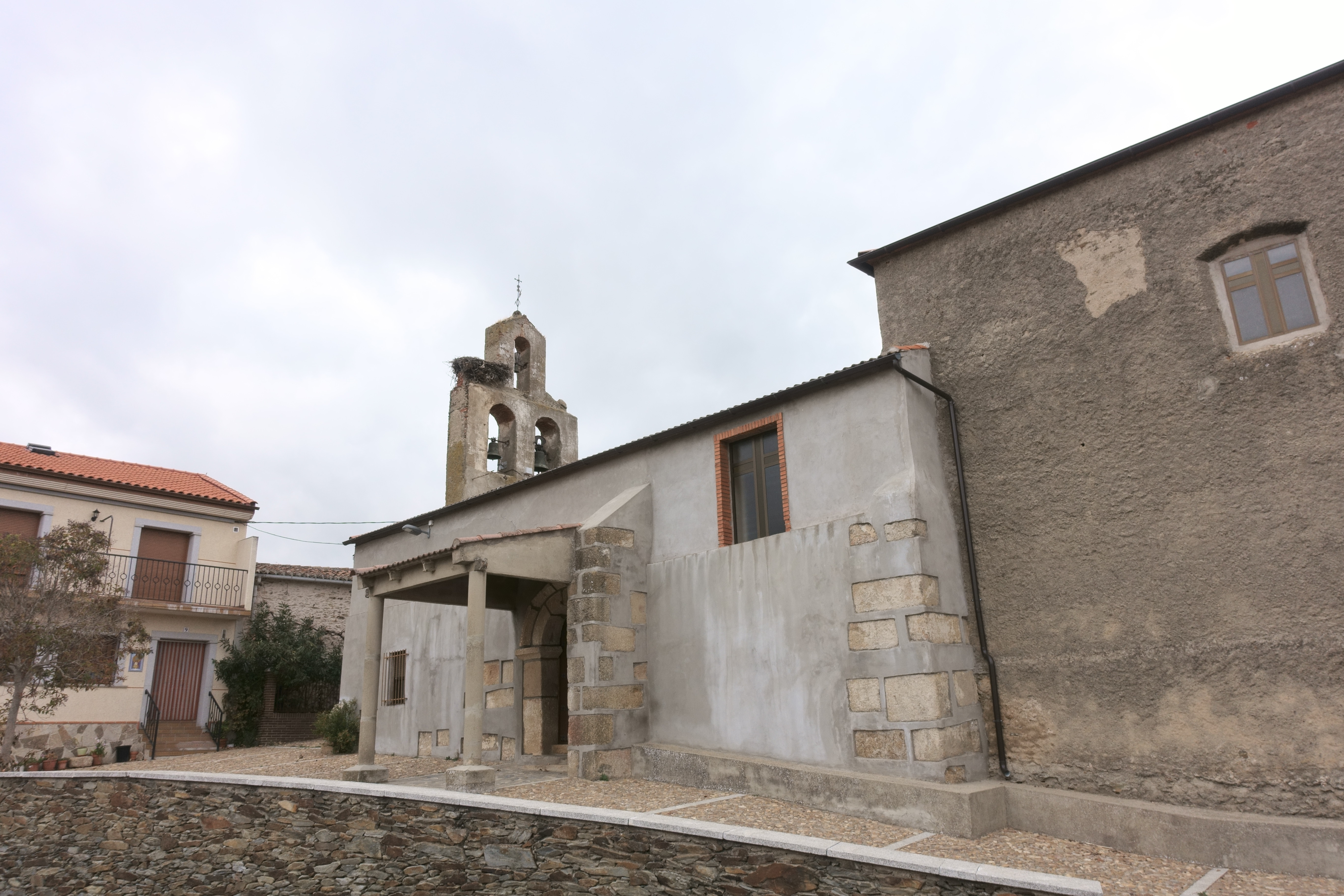
Iglesia parroquial de Nuestra Señora de las Nieves.

## Administración y política
| Partido político                         | 2019  | 2019  | 2019       | 2015  | 2015  | 2015       | 2011  | 2011  | 2011       | 2007  | 2007  | 2007       | 2003  | 2003  | 2003       |
| Partido político                         | %     | Votos | Concejales | %     | Votos | Concejales | %     | Votos | Concejales | %     | Votos | Concejales | %     | Votos | Concejales |
| Partido Socialista Obrero Español (PSOE) | 67,11 | 51    | 2          | 86,30 | 63    | 3          | 77,27 | 68    | 4          | 66,06 | 72    | 4          | 41,03 | 48    | 2          |
| Partido Popular (PP)                     | 32,89 | 25    | 1          | 9,59  | 7     | 0          | 22,73 | 20    | 1          | 30,28 | 33    | 1          | 56,41 | 66    | 3          |
| Unión del Pueblo Salmantino (UPSa)       | —     | —     | —          | —     | —     | —          | —     | —     | —          | 2,75  | 3     | 0          | —     | —     | —          |